# Laothus phydela
Laothus phydela is een vlinder uit de familie van de Lycaenidae. De wetenschappelijke naam van de soort werd als Thecla phydela in 1867 gepubliceerd door William Chapman Hewitson.

## Synoniemen
- Thecla dealbata Draudt, 1917